# Erica chlorosepala
Erica chlorosepala är en ljungväxtart som beskrevs av George Bentham. Erica chlorosepala ingår i släktet klockljungssläktet, och familjen ljungväxter. Inga underarter finns listade i Catalogue of Life.